# Agrypon opaculum
Agrypon opaculum är en stekelart som beskrevs av Heinrich 1952. Agrypon opaculum ingår i släktet Agrypon och familjen brokparasitsteklar. Inga underarter finns listade i Catalogue of Life.